# Стелијан Бурсеа
Стелијан Бурсеа (енгл. Stelian Burcea; 7. октобар 1983) професионални је рагбиста и румунски репрезентативац, који тренутно игра за Темишвар Сараценсе. Висок је 193 цм, тежак је 102 кг и игра на позицији крилног у трећој линији скрама. Од 2005. до 2011. играо је за екипу Стеауа Букурешт (35 утакмица, 10 поена), 2012. играо је за Темишвар (26 утакмица, 40 поена), а сезону 2013–2014. провео је у екипи Букурешт Вулвси (4 утакмица). 2015. поново се вратио у Темишвар. Предводио је као капитен Темишвар до титула шампиона Румуније 2012. и 2013. За румунску репрезентацију је до сада одиграо 53 тест мечева и постигао 20 поена. Играо је на два светска првенства.